# 林恩·博伊德
林恩·博伊德（Linn Boyd, Lynn，1800年11月22日—1859年12月7日），美国田纳西州那什维尔人，美国著名的政治家。他在1851年至1855年，担任美国众议院议长。博伊德代表肯塔基州当选为美国聯邦眾议员，任期从1835年至1837年、1839年至1855年，一共七届。肯塔基州博伊德县以他命名。

## 生平
1827年，博伊德首次竞选肯塔基州众议院议员成功。之后他和父亲分别代表卡洛威县、区格县进入州议会。1831年，博伊德转到特里格县，并再次以特里格县身份进入州议会。
1833年，博伊德首次竞选美国联邦众议院议员，但选举失利。1835年，他再次竞选，并获得成功，之后任职至1837年，当时辉格党以压倒优胜获胜，让他丢掉了席位。博伊德很快通过努力再次夺回联邦众议院席位，任期从1839年至1855年。任内，他是美国总统安德鲁·杰克逊的坚定支持者。1845年约翰·泰勒总统期间，在操纵并购德州案中，博伊德在国会扮演了核心角色。1850年妥协案中，尽管主要功劳是亨利·克莱，博伊德也发挥重要作用，促使国会通过妥协案，联邦政府也能以和平方式得以稳定存续。因为他在“1850年妥协案”中的领导地位，次年博伊德当选为美国众议院议长，并任至1855年。
1848年，博伊德在党内提名竞选肯塔基州州长，但是他谢绝参选，后由拉扎勒斯·W·鲍威尔担任。1856年民主党全国大会中，博伊德的名字也列入到美国副总统的候选名单中，但是从未正式提名；最终提名的是肯塔基人约翰·C·布雷肯里奇。
1859年，博伊德当选为第16任肯塔基州副州长，但是不久去世。此事也因美国内战爆发而备受关注。州长比利亚·麦高芬因支持奴隶制、脱离和州权利，逐渐被肯塔基州公民排斥、失去信任，肯塔基州寻求一个在联邦和美利坚联盟国的平衡。1861年夏天，支持联邦的一派在肯塔基州国会参众两院占有三分之二的席位，并经常驳回麦高芬的提议。1862年8月，麦高芬直接提出要辞去州长职位。但是由于博伊德之死，最能成为肯塔基州州长人选的就是约翰·F·菲斯克，而后者无法得到麦高芬的接受。之后他们达成了一项复杂的斡旋：约翰·F·菲斯克辞去议长席位、由詹姆斯·F·罗宾逊担任；麦高芬辞职；罗宾逊当选州长、而菲斯克重新担任参议院议长。